# Dymasius gracilicornis
Dymasius gracilicornis es una especie de escarabajo del género Dymasius, familia Cerambycidae. Fue descrita científicamente por Gressitt en 1951.
Habita en China, Laos y Vietnam. Los machos y las hembras miden aproximadamente 11,6-13 mm. El período de vuelo de esta especie ocurre en el mes de mayo.